# 白虎
白虎（びゃっこ、拼音: báihŭ パイフー）は、中国の伝説上の神獣である四神の1つで、西方を守護する。白い虎の形をとる。白は、五行説では西方の色とされる。
文献上は『礼記』曲礼上や『淮南子』天文訓に載せる。なお、漢代の文献には西方を白虎としないものもあり、『礼記』礼運では麟（りん、麒麟）・鳳（ほう、鳳凰）・亀（き、霊亀）・竜（りゅう、応竜）を四霊とし、虎のかわりに麒麟があげられている。また『史記』『漢書』では西方を白虎でなく咸池とし、白虎は参宿の別名とする。
中国天文学では、周天を天の赤道帯に沿って4分割した1で、二十八宿のうち西方七宿（奎・婁・胃・昴・畢・觜・参）を総称して白虎とした。
日本では、奈良県の薬師寺金堂の本尊台座や、明日香村のキトラ古墳の石槨内壁の西側壁にも白虎が描かれている。その他、神田明神、秩父神社など多くの場所で四神の彫像や絵を確認できる。
俳句において秋の季語である「白帝」と同義であり、秋（西・白）の象徴である。

## 中国神話の白虎
朱雀、玄武、青龍とともに四神という形で一組にされ、南を朱雀、北を玄武、東を青龍と、それぞれが各一方を分担して守護するものされる。白虎は西方の守護を司どるが、白虎と西方との結び付きは、五行説が中央に黄色、北方に黒、東方に青、西方に白、南方に赤と五色を割り当てたことに由来しており、四神の信仰は五行説の影響を受けながら戦国時代ごろに成立したと考えられている。その後、四神の信仰は中国の中のみならず、古代の朝鮮や日本にも伝わった。

## 地名
東京都港区虎ノ門にはかつて門があり、江戸時代江戸城西に位置したため、白虎にちなんで虎ノ門と呼ばれたという。

## ホワイトタイガー

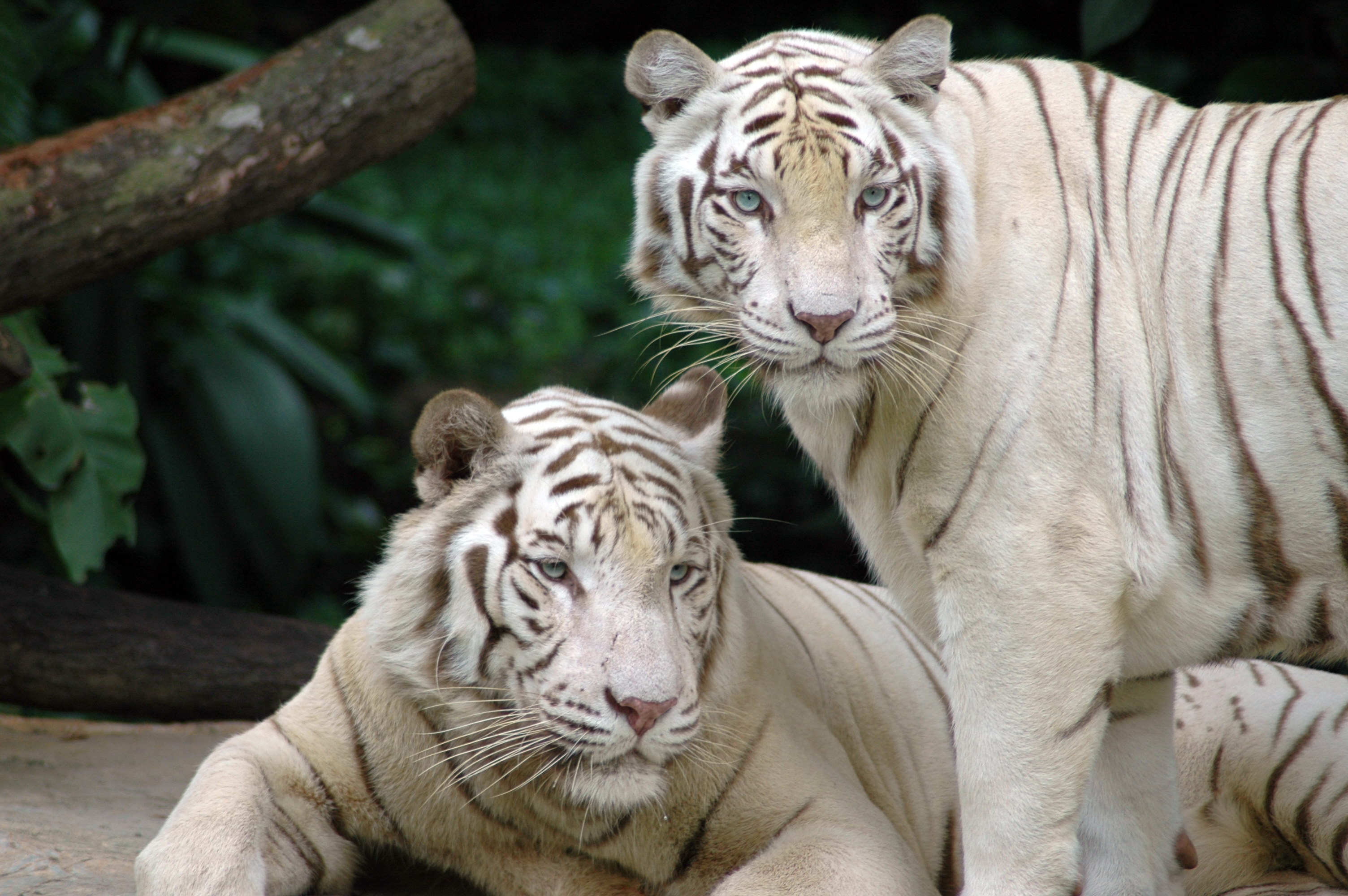
ホワイトタイガー

白変種による白い虎としてホワイトタイガーが実在する。ただし、四獣神である白虎は想像上の生物であるため、姿形こそ似ているが全くの別物である。